# 细叶石斑木
细叶石斑木（学名：Rhaphiolepis lanceolata），为蔷薇科石斑木属下的一个植物种。